# Cupa Challenge 1903-1904

## Ediția a VII-a,1903-1904

### Echipele Participante
| Imperiul Austriei | Wiener Athletiksport Club Vienna Cricket and Football Club SK Graphia Viena Athletiksport Club Viktoria Viena Baden Internationaler SC Viehhofen |
| Regatul Ungariei  | 33 FC Budapesta |
| Regatul Boemiei   | ČAFC Královské Vinohrady SK Union Praga |

### Turneul Austriei
- Primul Tur

| 15 noiembrie 1903 | SK Graphia Viena | 10 –1 | SC Baden |  |
| 15 noiembrie 1903 |                  |       |          |  |

| 13 martie 1904 | Viehhofen | 4 –2 | AC Viktoria Viena |  |
| 13 martie 1904 |           |      |                   |  |

### Semifinale
| 3 aprilie 1904 | Wiener AC | 5 –1 | SK Graphia Viena |  |
| 3 aprilie 1904 |           |      |                  |  |

| 3 aprilie 1904 | Vienhofen | 0 – 10 | Vienna Cricket and Football Club |  |
| 3 aprilie 1904 |           |        |                                  |  |

### Finala
| 10 aprilie 1904 | Wiener AC | 7 –0 | Vienna Cricket and Football Club |  |
| 10 aprilie 1904 |           |      |                                  |  |

În ceea ce privește turnrul din Regatul Boemiei este foarte posibil să nu se fi disputat meciul dintre SK Union Praga și ČAFC Královské Vinohrady, iar Ungaria a participat cu un singur club, 33 FC Budapesta.
| Cupa Challenge 1903-1904                     |
| -------------------------------------------- |
| Wiener Athletiksport Club (Al Treilea Titlu) |